# Coen Janssen
Pour les articles homonymes, voir Janssen.
Coen Janssen est un musicien néerlandais né le 2 avril 1981. Il est claviériste au sein du groupe de metal symphonique Epica.

## Parcours
Coen a commencé la musique à l'âge de 8 ans avec des leçons de piano. À 16 ans il passe son examen ainsi que l'audition d'entrée au conservatoire. Les deux premières années, il suit la classe préparatoire en parallèle avec le lycée. Après le Bac, il rejoint la section de piano classique à plein temps. Après deux autres années, il décide de passer en section "pop" du conservatoire de Rotterdam. Il en est encore membre aujourd'hui.
Coen a fait partie de plusieurs groupes en tant que claviériste, mais aussi batteur, guitariste et bassiste.
Il a joué également le temps d'un concert dans le groupe After Forever.